# ژاک برینکمان
ژاک برینکمان (انگلیسی: Jacques Brinkman؛ زادهٔ ۲۶ اوت ۱۹۶۶) بازیکن هاکی روی چمن اهل هلند بود.

## حرفه
برینکمن در ۱ مه ۱۹۸۷ در یک بازی دوستانه با آلمان غربی اولین بازی خود را انجام داد. او ۳۳۷ بازی بین‌المللی برای هلند بازی کرد، که در آن ۸۴ گل به ثمر رساند و او را به بهترین بازیکن هلند تبدیل کرد. برینکمن در سال ۱۹۹۸ از رکورددار قبلی، سیز جان دیپیین، پیشی گرفت. او در سال‌های ۱۹۹۰ و ۱۹۹۸ جام جهانی هاکی و همچنین جام قهرمانان سالانه (۱۹۹۶، ۱۹۹۸ و ۲۰۰۰) را به دست آورد. در لیگ هلند او برای کمپونگ، آمستردام H&BC و Stichtse Cricket en Hockey Club بازی کرد. از تابستان ۲۰۰۳ او مربی باشگاه سابق خود از Schc از بیلتوون بوده‌است.